# Distrito del Alto Havel
El Distrito del Alto Havel (en alemán: Landkreis Oberhavel) es un landkreis (distrito) al norte del estado federal de Brandeburgo (Alemania). Los municipios vecinos al norte corresponden al estado de Mecklenburg-Vorpommern denominado Mecklemburgo-Strelitz, al este los distritos de Uckermark y Barnim, al sur tiene frontera con la ccomarca de Berlín y el distrito de Havelland y al oeste con el distrito de Prignitz Oriental-Ruppin. La capital de Oberhavel es la ciudad de Uraniemburgo.

## Geografía
El territorio del Landkreis Oberhavel se ubica cercano a la comarca de Berlín alcanza al norte el Ruppiner Land. Al norte se tiene la comarca del Mecklenburgischen Seenplatte. Más del 50% de la superficie del distrito está bajo régimen de Landschafts- o son Parques Naturales Protegidos (Naturschutzgebiete).

## Historia
El Landkreis Oberhavel se formó tal y como seconoce hoy en día en la reforma del territorio del 6 de diciembre de 1993 mediante los municipios de los extintos Kreis Gransee y el Kreis Oranienburg.

## Composición del distrito
| Ciudad            | Habitantes (30 de junio de 2006) |
| ----------------- | -------------------------------- |
| Oranienburg       | 41.194                           |
| Hennigsdorf       | 26.226                           |
| Hohen Neuendorf   | 22.914                           |
| Zehdenick         | 14.537                           |
| Velten            | 11.437                           |
| Kremmen           | 7.333                            |
| Fürstenberg/Havel | 6.676                            |
| Gransee¹          | 6.390                            |
| Liebenwalde       | 4.567                            |

| Municipios         | Habitantes (30 de junio de 2006) |
| ------------------ | -------------------------------- |
| Mühlenbecker Land  | 12.943                           |
| Oberkrämer         | 10.715                           |
| Glienicke/Nordbahn | 9.710                            |
| Löwenberger Land   | 8.341                            |
| Birkenwerder       | 7.232                            |
| Leegebruch         | 6.674                            |
| Stechlin¹          | 1.314                            |
| Großwoltersdorf¹   | 949                              |
| Sonnenberg¹        | 925                              |
| Schönermark¹       | 486                              |